# Glovo
Glovo ist ein auf Lieferdienste spezialisiertes spanisches Technologieunternehmen in Form einer Sociedad Limitada (S.L.) (entspricht der Gesellschaft mit beschränkter Haftung). Es wurde gegründet, um Kunden eine schnelle und bequeme Möglichkeit zu bieten, Produkte aller Art innerhalb weniger Minuten zu erhalten. Das Unternehmen ist einer der führenden Anbieter im Bereich der Online-Bestellung und Lieferung von Lebensmitteln sowie anderen Produkten des täglichen Bedarfs.

## Geschichte
Glovo wurde in Spanien gegründet und hat sich schnell zu einem der größten Lieferdienste in Europa, Zentralasien und Afrika entwickelt. Im Jahr 2018 erwarb das deutsche Unternehmen Delivery Hero eine Minderheitsbeteiligung an Glovo und erhöhte diese schrittweise. Im Juli 2022 übernahm Delivery Hero die vollständige Kontrolle über Glovo.

## Geschäftsmodell
Glovo betreibt eine digitale Plattform, die Kunden mit Restaurants, Einzelhändlern und Kurieren verbindet. Das Unternehmen bietet eine breite Palette von Produkten an, darunter Lebensmittel, Medikamente und andere Einzelhandelswaren. Neben der Lieferung von Produkten setzt Glovo auf innovative Technologien, um seinen Service zu optimieren und die Effizienz zu steigern.

## Kontroversen
Im Juni 2025 verhängte die Europäische Kommission eine Geldstrafe von insgesamt 329 Millionen Euro gegen Delivery Hero und Glovo wegen wettbewerbswidriger Absprachen. Die Unternehmen hatten sich über Preise, Strategien und Märkte abgesprochen und vereinbart, sich gegenseitig keine Mitarbeiter abzuwerben. Dies war das erste Mal, dass die EU eine solche Vereinbarung sanktionierte.